# Asterivora antigrapha
Asterivora antigrapha là một loài bướm đêm thuộc họ Choreutidae. Nó được tìm thấy ở New Zealand.
Sải cánh dài 10–11 mm. 